# ATP Challenger Layetano
Der ATP Challenger Layetano (offiziell: Layetano Challenger) war ein Tennisturnier, das 1981 einmal in Layetano bei Barcelona, Spanien, stattfand. Es ist unbekannt, was der Name Layetano bedeutet. Es gehörte zur ATP Challenger Tour und wurde im Freien auf Sand gespielt.

## Liste der Sieger

### Einzel
| Jahr | Sieger              | Finalgegner  | Ergebnis      |
| ---- | ------------------- | ------------ | ------------- |
| 1981 | José García Requena | Mark Dickson | 6:1, 6:7, 7:5 |

### Doppel
| Jahr | Sieger                   | Finalgegner                     | Ergebnis |
| ---- | ------------------------ | ------------------------------- | -------- |
| 1981 | Gonzalo Nunez Hugo Núñez | Rory Chappell John Van Nostrand | 6:4, 7:5 |